# Palmares (Pernambuco)
Palmares, amtlich Município de Palmares, ist eine Gemeinde im Bundesstaat Pernambuco in Brasilien.
Palmares liegt ca. 105 km entfernt von Recife, der Hauptstadt von Pernambuco. Benachbarte Städte sind: Água Preta, Joaquim Nabuco und Xexéu. 
Palmares ist Bischofssitz des katholischen Bistums Palmares.

## Söhne und Töchter der Gemeinde
- Tunga (1952–2016), Bildhauer, Performance- und Installationskünstler
- Marinaldo Cícero da Silva (* 1986), Fußballspieler